# Carl Friedrich Heiberg
Carl Friedrich Heiberg (* 29. Oktober 1796 in Klensby bei Moldenit; † 16. August 1872 in Schleswig) war ein deutscher Rechtsanwalt, Politiker und  Buch- und Musikalienhändler.

## Leben
Als unehelicher Sohn des Friedrich Ludwig Schröder und dessen Pflegetochter Anna Maria von Schwarzenfeld (um 1771–1846) geboren, studierte Heiberg nach dem Besuch der Domschule Schleswig Rechtswissenschaften, Ästhetik und Philosophie in Kiel, Berlin und Heidelberg. Während seines Studiums wurde er 1817 Mitglied der Alten Kieler Burschenschaft. Zusammen mit Wilhelm Olshausen verfasste er Gedichte für das Wartburgfest (1817). Nach seinem in Kiel 1821 abgelegten juristischen Examen, arbeitete er 1825 als Untergerichtsadvokat und ab 1830 als Notar. 1830 setzte er sich unter anderem zusammen mit Theodor Olshausen für eine liberalere Verfassung ein. 1830 wurde er in Rostock zum Dr. iur. promoviert. Von 1835 bis 1840 war er als Redakteur für die Schleswig-Holsteinischen Blätter tätig. 1839 war er Vorsitzender des Schleswiger Gesangvereins. 1839 verfasste er eine Schrift, in der er für Schleswig-Holstein die blau-weiß-roten Farben als Landesfarben unterstütze; es waren die Farben der Fahne des Schleswiger Gesangvereins. 1842 wurde er Ober- und Landesgerichtsadvokat und gründete den Schleswig-Holsteinisch-Lauenburgischen Advokatenverein. Von 1848 bis 1851 war er Mitglied der Schleswig-Holsteinischen Landesversammlung, wo er der Linken angehörte und sich für das Ende der Personalunion mit Dänemark einsetzte. Er war publizistisch tätig und arbeitete unter anderem für das Brockhaus-Lexikon. Nachdem die Unabhängigkeitsbestrebungen Schleswig-Holsteins 1852 gescheitert waren, durfte er aufgrund seiner politischen Betätigung nicht mehr als Advokat und Notar arbeiten, was im Patent für das Herzogthum Schleswig, betreff die Amnestie festgehalten wurde. Er gründete 1857 eine Buch- und Musikalienhandlung, die aufgrund seiner weiteren politischen Aktivitäten immer wieder von den Behörden geschlossen wurde. Erst 1864 durfte er wieder als Appellationsgerichtsadvokat und Notar arbeiten. Er fand sich politisch bei den Liberalen ein und wurde 1865 Mitglied im engeren Ausschuss der schleswig-holsteinischen Vereine.
Am 17. September 1835 heiratete er in Schleswig Asta Heiberg. „Sie begründeten die Familien-Dynastie der Heibergs, die in der Folgezeit zahlreiche bedeutende Persönlichkeiten hervorbringen sollte.“ Gemeinsam bezogen sie in Schleswig das Haus am heutigen Stadtweg 39. Insgesamt entstammten der Ehe drei Söhne und eine Tochter. Sein Sohn Hermann Heiberg war Schriftsteller, der Sohn Julius Heiberg Schleswiger Bürgermeister.

## Veröffentlichungen
- Das Recht zur Theilnahme an dem Verfassungswerk in Schleswig-Holstein, eine geschichtliche und staatsrechtliche Erörterung. Schleswig 1831.
- Schleswig-Holsteins Wappen, Fahnen u. Farben. Schleswig 1845.